# Mường Khương
Mường Khương là một huyện nằm ở phía bắc tỉnh Lào Cai, Việt Nam.

## Địa lý

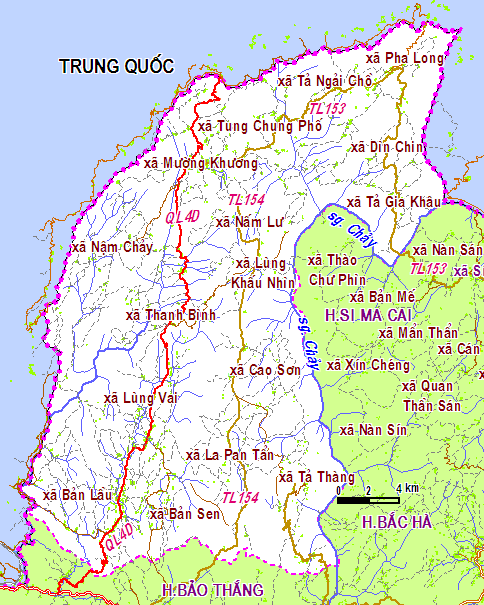
Bản đồ huyện Mường Khương

Huyện Mường Khương nằm ở phía bắc tỉnh Lào Cai, có vị trí địa lý:
- Phía đông giáp huyện Si Ma Cai và huyện Bắc Hà
- Phía tây và phía bắc giáp Trung Quốc với đường biên giới Việt - Trung dài 86,5 km, trong đó có 55 km đất liền
- Phía nam giáp huyện Bảo Thắng.

Huyện lỵ của huyện là thị trấn Mường Khương nằm trên quốc lộ 4D, cách thành phố Lào Cai khoảng 50 km về hướng đông bắc và cách biên giới Việt - Trung khoảng 5 km. Huyện nằm ở vùng biên giới phía bắc Việt Nam, cách thành phố Lào Cai 55 km về phía đông bắc.

### Địa hình
Mường Khương là một huyện vùng núi cao. Độ cao bình quân của huyện so với mực nước biển là 950m. Đỉnh núi cao nhất trên địa bàn Mường Khương cao tới 1.609m. Toàn huyện rộng 556,15 km².

### Dân số
Mường Khương có dân số trên 50 nghìn người bao gồm 14 dân tộc khác nhau. Người H'Mông là dân tộc đa số trong huyện (chiếm 41,8%).
Theo thống kê năm 2019, huyện Mường Khương có diện tích 554 km², dân số là 63.682 người, mật độ dân số đạt 115 người/km².

## Hành chính
Huyện Mường Khương có 16 đơn vị hành chính cấp xã, bao gồm thị trấn Mường Khương (huyện lỵ) và 15 xã: Bản Lầu, Bản Sen, Cao Sơn, Dìn Chin, La Pan Tẩn, Lùng Khấu Nhin, Lùng Vai, Nậm Chảy, Nấm Lư, Pha Long, Tả Gia Khâu, Tả Ngài Chồ, Tả Thàng, Thanh Bình, Tung Chung Phố.

## Lịch sử
Sau năm 1975, huyện Mường Khương thuộc tỉnh Hoàng Liên Sơn, bao gồm 24 xã: Bản Cầm, Bản Lầu, Bản Phiệt, Bản Sen, Cao Sơn, Dìn Chin, La Pan Tẩn, Lao Táo, Lồ Sử Thàng, Lùng Khấu Nhin, Lùng Vai, Mường Khương, Nậm Chảy, Nấm Lư, Pha Long, Sư Ma Tủng, Tả Chu Phùng, Tả Gia Khâu, Tả Ngài Chồ, Tả Thàng, Thải Giàng Sán, Thanh Bình, Tung Chung Phố và Tùng Lâu.
Ngày 26 tháng 2 năm 1980, chuyển 2 xã Bản Cầm và Bản Phiệt về huyện Bảo Thắng quản lý.
Ngày 28 tháng 5 năm 1981: 
- Sáp nhập xã Tả Gia Khâu và xã Thải Giàng Sán thành xã Tả Gia Khâu
- Sáp nhập xã Dìn Chin và xã Lồ Sử Thàng thành xã Dìn Chin
- Sáp nhập xã Pha Long và xã Lao Táo thành xã Pha Long
- Sáp nhập xã Tả Ngài Chồ và xã Sư Ma Tủng thành xã Tả Ngài Chồ
- Sáp nhập xã Mường Khương và xã Tả Chu Phùng (trừ hai thôn Tả Chu Phùng và Tù Chả) thành xã Mường Khương
- Sáp nhập xã Tung Chung Phố với xã Tùng Lâu và hai thôn Tả Chu Phùng và Tù Chả của xã Tả Chu Phùng thành xã Tung Chung Phố
- Tách hai thôn Hen Tà và Lùng Pao của xã Nậm Chảy để sáp nhập vào xã Lùng Vai.

Ngày 12 tháng 8 năm 1991, tái lập tỉnh Lào Cai từ tỉnh Hoàng Liên Sơn cũ, huyện Mường Khương thuộc tỉnh Lào Cai.
Ngày 9 tháng 11 năm 2010, chuyển xã Mường Khương thành thị trấn Mường Khương, thị trấn huyện lị huyện Mường Khương.
Huyện Mường Khương có 1 thị trấn và 15 xã như hiện nay.

## Kinh tế
Kinh tế Mường Khương chủ yếu là sản xuất nông-lâm nghiệp. Các nông, lâm sản nổi tiếng là gạo Séng Cù, mận, lê, cây thuốc, thảo quả, chè, đậu tương, lợn đen v.v...

## Hình ảnh

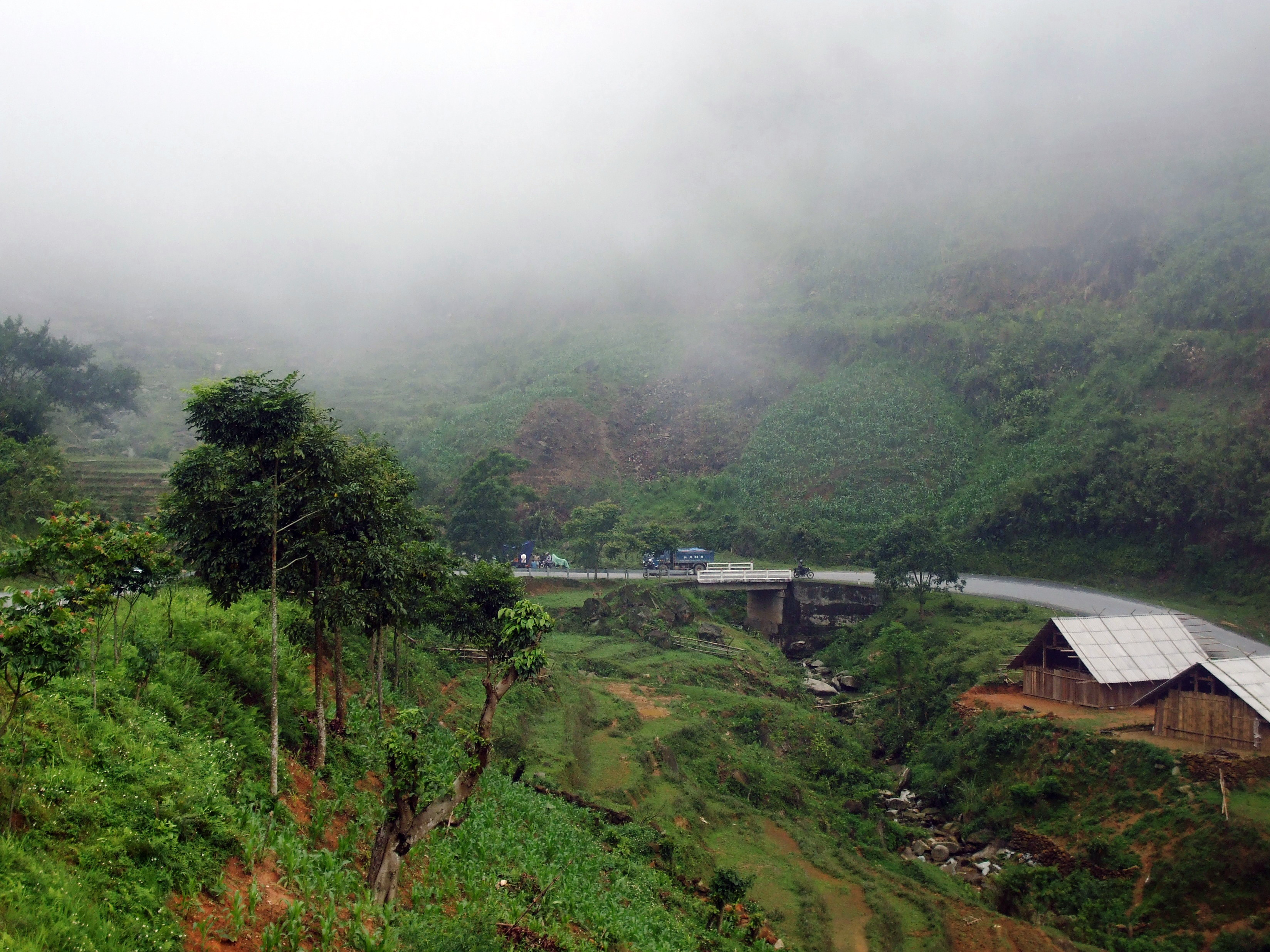
Trên Quốc lộ 4 D, đoạn đi qua Mường Khương
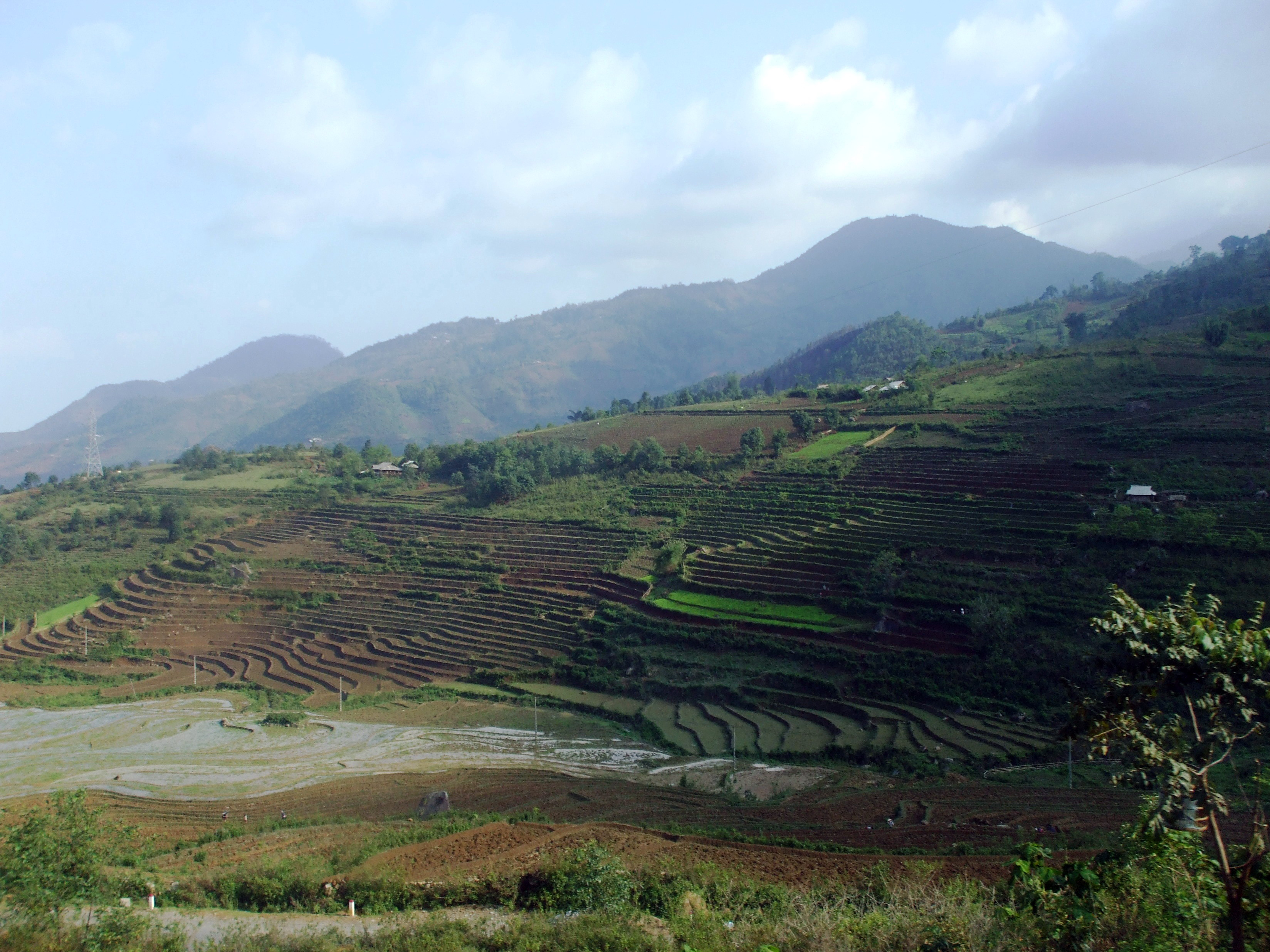
Ruộng bậc thang ở Mường Khương